# اچ‌ام‌اس الیزابت (۱۶۴۷)
اچ‌ام‌اس الیزابت (۱۶۴۷) (به انگلیسی: HMS Elizabeth (1647)) یک کشتی بود که طول آن ۱۰۱ فوت ۶ اینچ (۳۰٫۹ متر) بود.